# Річниця (оповідання)
«Річни́ця» (англ. Anniversary) — науково-фантастичне оповідання американського письменника  Айзека Азімова, вперше опубліковане у березні 1959 року журналом «Amazing Stories». Увійшло в збірку «Детективи Азімова» (1968).
Є продовженням оповідання «В полоні у Вести».

## Сюжет
Ворен Мур та Марк Брендон, двоє з трьох героїв врятованих з корабля «Срібна Королева», щорічно святкують річницю їхнього порятунку у Мура вдома. На святкування 20-річчя до них приєднується і третій герой Майкл Шеа.
Вони пригадують минулу популярність і жалкують, що тепер про їхню аварію згадують тільки через загибель у ній видатного вченого Горака Квентіна.
Шеа повідомляє, що страхова компанія все ще збирає уламки корабля і платить за них величезну премію. Брендон припускає, що на борту могло бути щось надзвичайно цінне. Разом вони використовують домашній термінал Мультивака і після низки запитань-відповідей приходять до думки, що доктор Квентін віз з собою на міжнародну конференцію прототип революційного оптичного приладу «аноптікон». Який є оптичним приладом без лінз.
Мур згадує, що в нього залишились підібрані у відкритому космосі речі, серед яких і чорнильна ручка з ініціалами вченого. Він знаходить серед речей непоказну трубку, яка і є «аноптіконом». Вона використовує силові поля замість лінз і є потужнішою за всі телескопи та мікроскопи.
Вони радіють, що стануть багатими та знову відомими. Вони змінюють свій щорічний тост «За річний запас води, що був у нас» на новий — «За сувеніри, що були у нас».